# Святой Сенит
Святой Сенит (валл. Cennydd; фр. Kinède; VI век), иначе Святой Кеннет (англ. Saint Kenneth). Святой из Лллангенита и Капел Кинита под Росили, что на полуострове Гауэр, где ему приписывают основание церкви.

## Биография
Литургические календари и свидетельства топонимов предполагают историческое существование Сенита. Однако его легенда слишком поздняя и слишком очевидно производная, чтобы на нее можно было полагаться. Согласно валлийским источникам, собранным в XV веке Джоном Капгрейвом и опубликованным в Nova Legenda Angliae, Сенит был принцем, сыном «короля Дихока» (маловероятно предположительно, Дероха II из Домнонии) от предположительно кровосмесительной связи с его собственной дочерью. Пока бедная девушка была беременна, Дероха вызвал король Артур на рождественские празднества, проходившие при его дворе в Абер-Ллихуре (ныне Лохор).
Есть «Жизнь» Джона Тайнмутского, опубликованная Капгрейвом в Nova Legenda Angliae, но она по большей части бесполезна. В ней говорится, что Кинит был калекой, современником святых Давида, Тейло и Падарна и умер 1 августа. Его день отмечался в Ллангенните 5 июля, но в календаре Николаса Роскаррока его день - 1 августа. В Бретани он был известен как Кинед, Киди, Куиди, Гвидек и Кихоуэт. В списке аббатов Лланилтуд-Фавра, цитируемом по старому документу в «Истории Монмутшира» Дэвида Уильямса, некий Кенит упоминается четвертым в списке. Эгертон Филлимор предположил, что этим аббатом, возможно, был Святой Сенит. В манускриптах Иоло говорится, что он был сыном Гильдаса или Аура, Эурина, Анейрина или Кау. Согласно ему же, Сенит был сыном Гильдаса, женился и имел сына до того, как поступил в Лланилтуд Фавр в качестве монаха под началом Святого Ильтуда. Считается, что сын Сенита, Ффили, впоследствии епископ, был основателем Каэр-филли. Церковь Святых Петра и Сенита находится в Сенгените. Общественная школа Святого Сенита находится в Каэр-филли, как и развлекательный центр Святого Сенита. Кантрев Сенгенит получил своё название в его честь. Поэтому Святой Ффили построил Каэр-Ффили здесь. Однако, ещё около 75 года н. э. римляне построили здесь форт во время завоевания Британии. Раскопки на этом месте в 1963 года показали, что форт был занят римскими войсками до середины второго века. Местоположение города долгое время имело стратегическое значение. Из этого логично предположить, что Святой Ффили был лордом этого форта.